# Diócesis de Banfora
La diócesis de Banfora (en latín: Dioecesis Banforensis y en francés: Diocèse de Banfora) es una circunscripción eclesiástica de la Iglesia católica en Burkina Faso. Se trata de una diócesis latina, sufragánea de la arquidiócesis de Bobo-Dioulasso. Desde el 27 de junio de 1998 su obispo es Lucas Kalfa Sanon.

## Territorio y organización
La diócesis tiene 18 917 km² y extiende su jurisdicción sobre los fieles católicos de rito latino residentes en las provincias de Comoé y de Léraba en la región Cascades.
La sede de la diócesis se encuentra en la ciudad de Banfora, en donde se halla la Catedral de los Santos Pedro y Pablo.
En 2022 en la diócesis existían 9 parroquias.

## Historia
La diócesis fue erigida el 27 de junio de 1998 con la bula Cum suo tempore del papa Juan Pablo II, obteniendo el territorio de la diócesis de Bobo-Dioulasso (hoy archidiócesis). Originalmente fue sufragánea de la archidiócesis de Uagadugú .
El 5 de diciembre de 2000 pasó a formar parte de la provincia eclesiástica de la arquidiócesis de Bobo-Dioulasso.

## Estadísticas
Según el Anuario Pontificio 2023 la diócesis tenía a fines de 2022 un total de 37 540 fieles bautizados.
| Año                                                                             | Población            | Población | Población      | Sacerdotes | Sacerdotes    | Sacerdotes    | Bautizados por sacerdote | Diáconos permanentes | Religiosos | Religiosos | Parroquias |
| Año                                                                             | Bautizados católicos | Total     | % de católicos | Total      | Clero secular | Clero regular | Bautizados por sacerdote | Diáconos permanentes | Varones    | Mujeres    | Parroquias |
| ------------------------------------------------------------------------------- | -------------------- | --------- | -------------- | ---------- | ------------- | ------------- | ------------------------ | -------------------- | ---------- | ---------- | ---------- |
| 1998                                                                            | 15 000               | 320 000   | 4.7            | 15         | 9             | 6             | 1000                     |                      | 6          | 24         | 4          |
| 2012                                                                            | 23 500               | 645 000   | 3.6            | 22         | 16            | 6             | 1068                     |                      | 18         | 36         | 8          |
| 2015                                                                            | 29 200               | 723 500   | 4.0            | 23         | 15            | 8             | 1269                     |                      | 18         | 48         | 8          |
| 2018                                                                            | 35 100               | 772 100   | 4.5            | 28         | 20            | 8             | 1253                     |                      | 21         | 51         | 8          |
| 2020                                                                            | 37 230               | 819 000   | 4.5            | 29         | 21            | 8             | 1283                     |                      | 21         | 51         | 8          |
| 2022                                                                            | 37 540               | 820 000   | 4.6            | 30         | 21            | 9             | 1251                     |                      | 19         | 40         | 9          |
| Fuente: Catholic-Hierarchy, que a su vez toma los datos del Anuario Pontificio. |                      |           |                |            |               |               |                          |                      |            |            |            |

## Episcopologio
- Lucas Kalfa Sanon, desde el 27 de junio de 1998